# Herluf Zahle
Herluf Zahle (14. marts 1873 i København – 4. maj 1941 i Berlin) var en dansk diplomat, der var præsident for Folkeforbundsforsamlingen 1928-1929.
Herluf Zahle blev født ind i en kendt advokatfamilie, og hans fader var højesteretssagfører Frederik Zahle. Han blev student fra Metropolitanskolen 1890 og cand.jur. 1897 og indtrådte i Udenrigsministeriet 1900. Han var legationssekretær i Paris 1904, i Stockholm 1905-08, sekretær ved den danske delegation på den 2. fredskonference i Haag 1907, legationssekretær i London 1908-09 og kontorchef i Udenrigsministeriet fra 1909. 1910-13 var han chef for ministeriets 2. Departement.
Fra 1913, dvs. under 1. Verdenskrig, var Zahle chef for Udenrigsministeriets 1. Departement, der behandlede de politiske sager. 1919 blev han gesandt i Stockholm. Han var gesandt i Berlin fra 1924 og støttede den danske regerings forsigtige neutralitetslinje efter Hitlers magtovertagelse i 1933. I dagene før 9. april 1940 advarede han om faren for et tysk angreb, med det forbehold at den tyske opmarch kunne vise sig kun at være en provokation.
Zahle var Danmarks repræsentant i Folkeforbundet, og i et år var han præsident for forsamlingen. Han var æresmedlem af Dansk Røde Kors og medlem af den permanente voldgiftret i Haag fra 1921. Han blev Ridder af Dannebrog 1906, Dannebrogsmand 1912, Kommandør af 2. grad 1917, af 1. grad 1924 og Storkors 1933 og fik Fortjenstmedaljen i guld 1928. I London var han medlem af St James's Club og i Berlin af Sportsclub.
Han er gengivet i en buste af grevinde Roedern ca. 1930. Tegning af Gerda Ploug Sarp 1918.